# Gernot Böhme
Gernot Böhme (ur. 3 stycznia 1937 w Dessau, zm. 20 stycznia 2022) – niemiecki filozof.

## Wybrane publikacje
- Hartmut Böhme und Gernot Böhme: Das Andere der Vernunft. Zur Entwicklung von Rationalitätsstrukturen am Beispiel Kants. Frankfurt am Main 1983, 2. Auflage 1985, 3. Auflage 1989.
- Atmosphäre: Essays zur neuen Ästhetik, Frankfurt/M. 1995. ISBN 3-518-11927-3
- Die Natur vor uns. Naturphilosophie in pragmatischer Hinsicht, Kusterdingen 2002. ISBN 3-906336-33-6
- Leibsein als Aufgabe. Leibphilosophie in pragmatischer Hinsicht, Kusterdingen 2003. ISBN 3-906336-38-7
- Wraz z Farideh Akashe-Böhme: Mit Krankheit leben. Von der Kunst, mit Schmerz und Leid umzugehen, München 2005. ISBN 3-406-52790-6
- Architektur und Atmosphäre, München 2006. ISBN 3-7705-4343-2
- Wraz z Gisbertem Hoffmannem: Benn und Wir. Existentielle Interpretationen zu Gedichten von Gottfried Benn, Berlin 2007. ISBN 978-3-936532-81-4
- Invasive Technisierung. Technikphilosophie und Technikkritik Kusterdingen 2008. ISBN 978-3-906336-50-3
- Wraz z (W.R. Lafleur i S. Shimazono, Hrsg.): Fragwürdige Medizin. Unmoralische Forschung in Deutschland, Japan und den USA im 20. Jahrhundert Frankfurt/M. 2008. ISBN 978-3-593-38582-2
- Ethik leiblicher Existenz. Über unseren moralischen Umgang mit der eigenen Natur, Frankfurt/M. 2008. ISBN 978-3-518-29480-2